# Плесский, Николай Геннадиевич
Плесский Николай Геннадиевич (15 декабря 1882, Кострома — 14 марта 1939, Северо-восточный лагерь НКВД, Хабаровский край) — филолог, библиотековед, педагог, литературный критик и общественный деятель. Учился и работал в Харькове. Реабилитирован в 1992 году.

## Биография
Плесский Николай Геннадиевич родился 15 декабря 1882 года в Костроме Костромской губернии в семье чиновника, губернского секретаря Плесского Геннадия Петровича (1857—1912), который работал на казенном винном складе. Мать — Павла Гурьяновна (1860—1902) была домохозяйкой. Имел двух братьев — Геннадия и Ивана и трёх сестёр — Александру, Анфису и Нину. В Костроме закончил гимназию. Учился в Харькове на историко-филологическом факультете Императорского Харьковского университета (сейчас Харьковский национальный университет имени В. Н. Каразина). С 1906 года был преподавателем в 3-й гимназии Харькова, там же работал библиотекарем. В 1909—1918 годах был членом правления Харьковской общественной библиотеки. С 1925 года возглавлял секцию западноевропейской литературы научно-исследовательской кафедры литературоведения Харьковского института народного образования и одновременно был библиографом в Харьковской государственной библиотеке им. В. Г. Короленко. В 1920-е годы работал секретарём отдела искусства Главного управления политического просвещения. В 1930-е годы ‒ профессор Харьковского лингвистического института, преподавал немецкий язык. Литературный критик. Автор целого ряда статей и рецензий (Публикации). Упоминается в справочниках и исторических публикациях о научных работниках 20-х годов XX века (Про Н. Г. Плесского).
Безосновательно арестован 29 апреля 1937 года за «шпионскую деятельность». Приговорен к смертной казни Военным трибуналом Харьковского военного округа 22 ноября 1937 г. по статье 54-1 г. «а». Военной коллегией Верховного суда СССР 31 декабря 1937 г. расстрел заменен 10-ю годами лишения свободы. Умер 14.03.1939 г. в Северо-восточном лагере НКВД в Хабаровском крае. Реабилитирован прокуратурой Харьковской области 17 ноября 1992 года.

## Публикации
1. Каталог ученической библиотеки Харьковской 3-й гимназии / сост. Н. Г. Плесский в сотрудничестве с учениками: А. Гнедичем, Н. Котовым, А. Смоленским и П. Чулоком. — Х. : Типолитогр. С. А. Шмерковича, 1911. — 40, [2] с. — Без тит. л.
2. «Гамлет» Шекспира // Зап. Харьков. ун-та. — 1906. — Кн. 3—4, ч. неофиц. — С. 125—183.
3. Марк Твен (Семюель Клеменс) // Сіл. театр. — 1927. — № 12. — С. 19.
4. Дві кінокомедії виробу ВУФКУ // Культробітник. — 1928. — № 2. — С. 31. 805
5. «Темрява»: кінокартина виробництва ВУФКУ // Сіл. театр. — 1928. — № 1. — С. 51.
6. Сіл. театр. — 1928. — № 3. — С. 32. — Рец. на кн.: В бабусиних обіймах: драма на 3 дії: (Клаптик сільського побуту) / Д. Бедзик. — Х. : Рух, 1928. — 40 с. — (Театральна бібліотека ; № 93).
7. Культробітник. — 1928. — № 19. — С. 47. — Рец. на кн.: Сич: комедія на 3 дії: (за Лебедевим) / Т. Колесниченко. — Х.: Рух, 1928. — 40 с. — (Театральна бібліотека ; № 90).
8. Сіл. театр. — 1928. — № 6. — С. 45. — Рец. на кн.: Холодногорець І. Хто не ризикує: комедія на 4 дії / І. Холодногорець. — Х.: Рух, 1927. — 52, [4] с. — (Театральна бібліотека ; № 68).
9. Драма в Німеччині: Берлін, Дюссельдорф, Ерфурт // Рад. театр. — 1929. — № 2—3. — С. 75—76.
10. Театр Піскатора // Рад. театр. — 1929. — № 2—3. — С. 75—76; № 4—5. — С. 72—75.
11. Що виставляють по театрах Німеччини // Рад. театр. — 1929. — № 4. — С. 78—80.[1]

## Про Н. Г. Плесского
1. Список лиц, служащих по Харьковскому учебному округу, 1910. Вып. 1. — Х. : Тип. и лит. М. Зильберберг и С-я, 1911. — 339, с. 91
2. Справочная книга «Весь Харьков» на 1926 г. — Х. : Коммунист, 1926. -Стб. 443.
3. Плесский Н[иколай] Генн[адиевич] // Наука и научные работники СССР. — Л., 1928. — Ч. 6. Научные работники СССР без Москвы и Ленинграда. — с. 314.
4. Наукові установи та організації УСРР. — Х. : Вид. Держ. Плянової комісії УСРР, 1930. — с. 252, 281
5. Вища педагогічна освіта і наука на Україні: історія, сьогодення і перспективи розвитку. Харківська область / ред. рада вид. : В. Г. Кремень (голова) [та ін.]; редкол. тому: І. Ф. Прокопенко (голова) [та ін.]. — К. : Знання України, 2009. — с. 190.
6. Шевельов Ю. Я — мене — мені… (і довкруги): спогади: в 2 ч. Ч. 1. В Україні / Ю. Шевельов (Юрій Шерех). — Х. ; Нью-Йорк: Видавець Олександр Савчук, 2017. — 728 с. : 248 іл.[1]